# Vester Skerninge Kirke
Vester Skerninge kirke er en traditionel dansk landsbykirke hvis historie kan føres tilbage til 1200-tallet[kilde mangler].

## Eksterne kilder og henvisninger
- Officiel hjemmeside
- Fynshistorie.dk om Vester Skerninge Kirke Arkiveret 10. marts 2007 hos  Wayback Machine
- Vester Skerninge Kirke hos KortTilKirken.dk
- Vester Skerninge Kirke på danmarkskirker.natmus.dk (Danmarks Kirker, Nationalmuseet)